# Peter G. Gerry

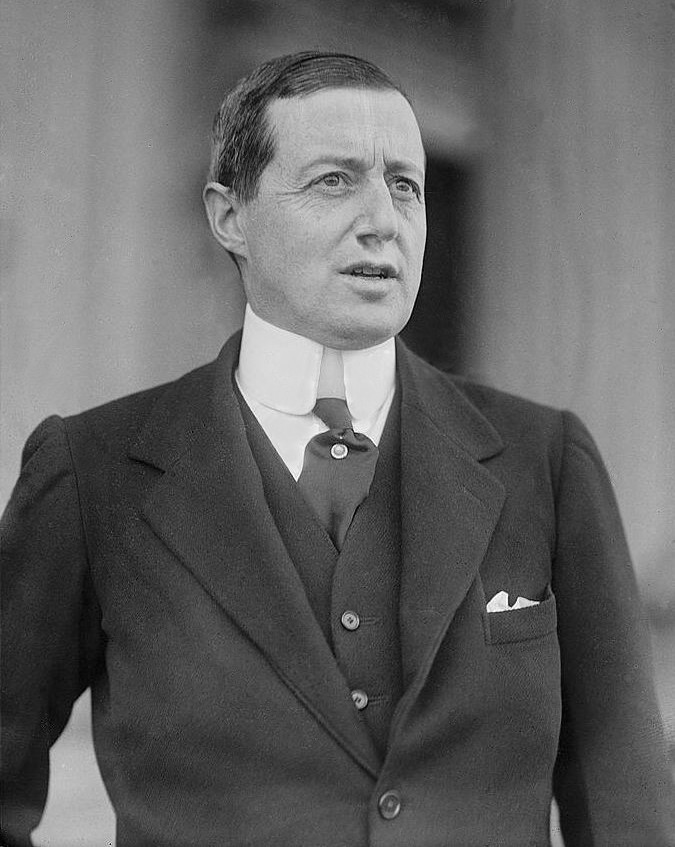
Peter G. Gerry

Peter Goelet Gerry, född 18 september 1879 i New York, död 31 oktober 1957 i Providence i Rhode Island, var en amerikansk demokratisk politiker. Han representerade delstaten Rhode Island i båda kamrarna av USA:s kongress, först i representanthuset 1913-1915 och sedan i senaten 1917-1929 samt 1935-1947.
Fadern Elbridge Thomas Gerry (1837-1927) var en sociolog, jurist och aktivist som engagerade sig för barnens och djurens rättigheter. Peter G. Gerry och brodern Robert fick under sommaren 1899 privatundervisning av Kanadas blivande premiärminister William Lyon Mackenzie King.
Gerry utexaminerades 1901 från Harvard University. Han studerade sedan juridik och inledde 1906 sin karriär som advokat i Rhode Island. Han gifte sig 1910 med den förmögna societetsdamen Mathilde Townsend. Äktenskapet slutade 1925 i skilsmässa. Gerry gifte senare om sig med en annan societetsdam, Edith Stuyvesant Vanderbilt (1873-1958), som var änka till konstsamlaren George Washington Vanderbilt II.
Gerry blev invald i representanthuset i kongressvalet 1912. Han kandiderade två år senare till omval men besegrades av republikanen Walter Russell Stiness. Gerry besegrade sedan sittande senatorn Henry F. Lippitt i senatsvalet 1916. Han omvaldes 1922 men förlorade sex år senare mot republikanen Felix Hébert.
Gerry utmanade Hébert på nytt i senatsvalet 1934 och vann. Han omvaldes 1940 och bestämde sig för att inte ställa upp till omval i senatsvalet 1946. Han efterträddes som senator av J. Howard McGrath.
Gerrys grav finns på Saint James Episcopal Churchyard i Hyde Park, New York. USA:s femte vicepresident Elbridge Gerry var Peter G. Gerrys farfars far.